# Minsk-Arena Ice Star 2019
Minsk-Arena Ice Star 2019 – siódme zawody łyżwiarstwa figurowego z cyklu Challenger Series 2019/2020. Zawody rozgrywano od 18 do 20 października 2019 roku w hali Mińsk-Arena w Mińsku.
W konkurencji solistów zwyciężył Włoch Daniel Grassl, zaś w konkurencji solistek Rosjanka Sofja Samodurowa. Wśród par tanecznych również triumfowali reprezentanci Hiszpanii Sara Hurtado i Kiriłł Chalawin.

## Terminarz
| Data            | Godzina                     | Konkurencja   | Segment          |
| --------------- | --------------------------- | ------------- | ---------------- |
| 18 października | 13:30 UTC+03:00 / 12:30 CET | Pary taneczne | Taniec rytmiczny |
| 18 października | 15:45 UTC+03:00 / 14:45 CET | Solistki      | Program krótki   |
| 19 października | 12:00 UTC+03:00 / 11:00 CET | Soliści       | Program krótki   |
| 19 października | 14:15 UTC+03:00 / 13:15 CET | Solistki      | Program dowolny  |
| 19 października | 19:00 UTC+03:00 / 18:00 CET | Pary taneczne | Taniec dowolny   |
| 20 października | 12:00 UTC+03:00 / 11:00 CET | Soliści       | Program dowolny  |

## Rekordy świata
| Rekordy świata (GOE±5) na moment rozpoczęcia zawodów (stan na 18 października 2019): | Rekordy świata (GOE±5) na moment rozpoczęcia zawodów (stan na 18 października 2019): | Rekordy świata (GOE±5) na moment rozpoczęcia zawodów (stan na 18 października 2019): | Rekordy świata (GOE±5) na moment rozpoczęcia zawodów (stan na 18 października 2019): | Rekordy świata (GOE±5) na moment rozpoczęcia zawodów (stan na 18 października 2019): | Rekordy świata (GOE±5) na moment rozpoczęcia zawodów (stan na 18 października 2019): |
| Konkurencja                                                                          | Segment                                                                              | Zawodnicy                                                                            | Punkty                                                                               | Zawody                                                                               | Data                                                                                 |
| ------------------------------------------------------------------------------------ | ------------------------------------------------------------------------------------ | ------------------------------------------------------------------------------------ | ------------------------------------------------------------------------------------ | ------------------------------------------------------------------------------------ | ------------------------------------------------------------------------------------ |
| Soliści                                                                              | Nota łączna                                                                          | Nathan Chen                                                                          | 323,42                                                                               | Mistrzostwa świata 2019                                                              | 23 marca 2019                                                                        |
| Soliści                                                                              | Program dowolny                                                                      | Nathan Chen                                                                          | 216,02                                                                               | Mistrzostwa świata 2019                                                              | 23 marca 2019                                                                        |
| Soliści                                                                              | Program krótki                                                                       | Yuzuru Hanyū                                                                         | 110,53                                                                               | Rostelecom Cup 2018                                                                  | 16 listopada 2018                                                                    |
| Solistki                                                                             | Nota łączna                                                                          | Aleksandra Trusowa                                                                   | 238,69                                                                               | Memoriał Ondreja Nepeli 2019                                                         | 21 września 2019                                                                     |
| Solistki                                                                             | Program dowolny                                                                      | Aleksandra Trusowa                                                                   | 163,78                                                                               | Memoriał Ondreja Nepeli 2019                                                         | 21 września 2019                                                                     |
| Solistki                                                                             | Program krótki                                                                       | Rika Kihira                                                                          | 83,97                                                                                | World Team Trophy 2019                                                               | 11 kwietnia 2019                                                                     |
| Pary taneczne                                                                        | Nota łączna                                                                          | Gabriella Papadakis / Guillaume Cizeron                                              | 223,13                                                                               | World Team Trophy 2019                                                               | 12 kwietnia 2019                                                                     |
| Pary taneczne                                                                        | Taniec dowolny                                                                       | Gabriella Papadakis / Guillaume Cizeron                                              | 135,82                                                                               | World Team Trophy 2019                                                               | 12 kwietnia 2019                                                                     |
| Pary taneczne                                                                        | Taniec rytmiczny                                                                     | Gabriella Papadakis / Guillaume Cizeron                                              | 88,42                                                                                | Mistrzostwa świata 2019                                                              | 22 marca 2019                                                                        |

## Wyniki

### Soliści
| Poz. | Zawodnik              | Nota łączna | SP | SP    | FS | FS     |
| ---- | --------------------- | ----------- | -- | ----- | -- | ------ |
| 1    | Daniel Grassl         | 243,82      | 1  | 85,42 | 1  | 158,40 |
| 2    | Artiom Kowalow        | 222,07      | 2  | 74,92 | 3  | 147,15 |
| 3    | Adam Siao Him Fa      | 215,57      | 4  | 66,48 | 2  | 149,09 |
| 4    | Aleksandr Selevko     | 209,07      | 3  | 74,39 | 5  | 134,68 |
| 5    | Mihhail Selevko       | 197,62      | 10 | 58,69 | 4  | 138,93 |
| 6    | Luc Maierhofer        | 186,58      | 7  | 63,80 | 6  | 122,78 |
| 7    | Adrien Tesson         | 184,31      | 5  | 64,97 | 7  | 119,34 |
| 8    | Edrian Paul Celestino | 182,27      | 6  | 64,61 | 9  | 117,66 |
| 9    | Aleksandr Liebiediew  | 181,05      | 9  | 61,89 | 8  | 119,16 |
| 10   | Yakau Zenko           | 165,65      | 12 | 54,36 | 10 | 111,29 |
| 11   | Landry Le May         | 164,76      | 11 | 57,41 | 11 | 107,35 |
| 12   | Mattia Dalla Torre    | 160,26      | 8  | 62,84 | 12 | 97,42  |

### Solistki
| Poz. | Zawodniczka               | Nota łączna | SP  | SP    | FS  | FS     |
| ---- | ------------------------- | ----------- | --- | ----- | --- | ------ |
| 1    | Sofja Samodurowa          | 187,16      | 1   | 62,23 | 1   | 124,93 |
| 2    | Kim Ha-nul                | 178,82      | 4   | 53,93 | 2   | 124,89 |
| 3    | Jekatierina Riabowa       | 166,41      | 2   | 58,39 | 3   | 108,02 |
| 4    | Alessia Tornaghi          | 153,16      | 12  | 47,73 | 4   | 105,43 |
| 5    | Angelina Kučvaļska        | 150,86      | 8   | 51,57 | 5   | 99,29  |
| 6    | Josefin Taljegård         | 146,60      | 9   | 51,47 | 6   | 95,13  |
| 7    | Marina Piredda            | 145,58      | 6   | 52,25 | 7   | 93,33  |
| 8    | Matilda Algotsson         | 142,01      | 3   | 55,46 | 12  | 86,55  |
| 9    | Aleksandra Golovkina      | 141,49      | 7   | 51,73 | 8   | 89,76  |
| 10   | Oona Ounasvuori           | 137,18      | 10  | 49,43 | 9   | 87,75  |
| 11   | Gerli Liinamäe            | 136,39      | 11  | 49,00 | 11  | 87,39  |
| 12   | Léa Serna                 | 134,58      | 5   | 53,75 | 16  | 80,83  |
| 13   | Alina Juszczenkowa        | 130,91      | 17  | 43,31 | 10  | 87,60  |
| 14   | Lucrezia Gennaro          | 126,99      | 13  | 47,60 | 18  | 79,39  |
| 15   | Vera Stolt                | 126,90      | 18  | 42,94 | 13  | 83,96  |
| 16   | Anete Lace                | 125,71      | 16  | 43,63 | 14  | 82,08  |
| 17   | Kristina Shkuleta-Gromova | 122,23      | 19  | 42,67 | 17  | 79,56  |
| 18   | Elżbieta Gabryszak        | 121,95      | 14  | 45,27 | 21  | 76,68  |
| 19   | Lutricia Bock             | 121,54      | 23  | 40,15 | 15  | 81,39  |
| 20   | Arina Hałł-Sawalska       | 117,91      | 20  | 40,97 | 19  | 76,94  |
| 21   | Elžbieta Kropa            | 116,50      | 24  | 39,79 | 20  | 76,71  |
| 22   | Valeriia Sidorova         | 114,71      | 21  | 40,56 | 22  | 74,15  |
| 23   | Aliaksandra Czepieljewa   | 111,91      | 15  | 44,68 | 24  | 67,23  |
| 24   | Katsiaryna Pachamowicz    | 110,12      | 22  | 40,19 | 23  | 69,93  |
| 25   | Lizawieta Chlipauka       | 97,89       | 25  | 31,56 | 25  | 66,33  |
| 26   | Miriam Abdułkarimowa      | 84,49       | 26  | 26,04 | 26  | 58,45  |
| WD   | Maryja Sałdakajewa        | DNS         | DNS | DNS   | DNS | DNS    |
| WD   | Cirinia Gillett           | DNS         | DNS | DNS   | DNS | DNS    |

### Pary taneczne
| Poz. | Zawodnicy                                  | Nota łączna | RD | RD    | FD  | FD     |
| ---- | ------------------------------------------ | ----------- | -- | ----- | --- | ------ |
| 1    | Sara Hurtado / Kiriłł Chalawin             | 193,47      | 1  | 76,08 | 1   | 117,39 |
| 2    | Natalia Kaliszek / Maksym Spodyriew        | 185,48      | 4  | 75,17 | 2   | 110,31 |
| 3    | Ołeksandra Nazarowa / Maksym Nikitin       | 178,62      | 2  | 75,35 | 3   | 103,27 |
| 4    | Annabelle Morozow / Andriej Bagin          | 178,02      | 3  | 75,25 | 4   | 102,77 |
| 5    | Julia Wagret / Pierre Souquet              | 171,31      | 5  | 68,70 | 5   | 102,61 |
| 6    | Katharina Müller / Tim Dieck               | 169,45      | 6  | 67,79 | 6   | 101,66 |
| 7    | Emiliya Kalehanova / Uladzislau Palkhouski | 160,39      | 7  | 62,61 | 7   | 97,78  |
| 8    | Arianna Wróblewska / Stéphane Walker       | 143,45      | 11 | 57,56 | 8   | 85,89  |
| 9    | Nicole Kelly / Berk Akalin                 | 143,32      | 9  | 59,18 | 10  | 84,14  |
| 10   | Lila-Maya Seclet Monchot / Renan Manceau   | 142,97      | 10 | 57,62 | 9   | 85,35  |
| WD   | Amanda Peterson / Maximilian Pfisterer     | DNF         | 8  | 59,94 | DNF | DNF    |